# Judith Milhon
Judith Milhon (St Jude), född 1939, död 2003, var en amerikansk internetfeminist, hackare och författare. St Jude var pionjär för samhällets rätt till internet. Hon lärde sig själv att koda 1967 efter att ha läst boken "Teach yourself Fortran" och arbetade som programmerare på företaget Horn & Hardart som sålde kioskautomater. St Jude var medlem i den revolutionära vänsterrörelsen programmeringscommunityt i Berkeley, som skapade det legendariska projektet Community Memory project - det första publika onlinedatorsystemet.

## Karriär
Judith Milhon lärde sig själv programmera 1967 och fick sitt första jobb på Horn and Hardart, ett företag baserat i New York. Hon flyttade senare till Kalifornien för att engagera sig i den alternativa rörelsen i USA på 60-talet. Hon var medlem av Computer Professionals for Social Responsibility och författare till flera böcker. Hon var även chefredaktör på Mondo 2000  och var en flitig bidragsgivare till webbsidan Boing Boing.

## Familj
Judith Milhon föddes i Washington D.C men växte upp i Indiana i en militär familj av marinkåren . Hon gifte sig med Robery Behling som hon fick dottern Tresca Behling med. Judith Milhon träffade senare en ny partner Efrem Lipkin som hon levde med i 40 år. Lipkin jobbade även han med projektet Community Memory project.